# تريغفه أندرسن (لاعب كرة قدم)
تريغفه أندرسن (بالنرويجية البوكمول: Trygve Andersen)‏ هو لاعب كرة قدم نرويجي في مركز الوسط، ولد في 10 يوليو 1934 في برغن في النرويج. شارك مع منتخب النرويج لكرة القدم. أما مع النوادي، فقد لعب مع نادي بران.

## وصلات خارجية
- تريغفه أندرسن (لاعب كرة قدم) على موقع اتحاد النرويج (النرويجية)
- تريغفه أندرسن (لاعب كرة قدم) على موقع قاعدة بيانات كرة القدم.إي يو (الإنجليزية)
- تريغفه أندرسن (لاعب كرة قدم) على موقع ناشيونال فوتبول تيمز (الإنجليزية)
- تريغفه أندرسن (لاعب كرة قدم) على موقع عالم كرة القدم.نت (الإنجليزية)